# Kyūkai Dōchūki
Kyūkai Dōchūki est un jeu vidéo de baseball sorti en 1990 sur borne d'arcade, puis en 1991 sur Mega Drive. Le jeu a été développé par Namco et édité par Namcot. Il est sorti uniquement au Japon.